# Arundinella
Genre
Arundinella est un genre de plantes monocotylédones de la famille des Poaceae, sous-famille des Panicoideae, à répartition cosmopolite, qui compte environ 50 espèces acceptées.

## Liste d'espèces
Selon The Plant List (23 mai 2018) :
- Arundinella barbinodis Keng f. ex B.S.Sun & Z.H.Hu
- Arundinella bengalensis (Spreng.) Druce
- Arundinella berteroniana (Schult.) Hitchc. & Chase
- Arundinella birmanica Hook.f.
- Arundinella blephariphylla (Trimen) Trimen ex Hook.f.
- Arundinella cannanorica V.J.Nair, Sreek. & N.C.Nair
- Arundinella ciliata (Roxb.) Nees ex Miq.
- Arundinella cochinchinensis Keng
- Arundinella dagana Noltie
- Arundinella decempedalis (Kuntze) Janowski
- Arundinella deppeana Nees
- Arundinella flavida Keng
- Arundinella fluviatilis Hand.-Mazz.
- Arundinella furva Chase
- Arundinella goeringii Steud.
- Arundinella grandiflora Hack.
- Arundinella grevillensis B.K.Simon
- Arundinella hirta (Thunb.) Tanaka
- Arundinella hispida (Willd.) Kuntze
- Arundinella holcoides (Kunth) Trin.
- Arundinella hookeri Munro ex Keng
- Arundinella intricata Hughes
- Arundinella khasiana Nees ex Steud.
- Arundinella laxiflora Hook.f.
- Arundinella leptochloa (Steud.) Hook.f.
- Arundinella longispicata B.S.Sun
- Arundinella macauensis Bor
- Arundinella mesophylla Nees ex Steud.
- Arundinella metzii Hochst. ex Miq.
- Arundinella montana S.T.Blake
- Arundinella nepalensis Trin.
- Arundinella nervosa (Roxb.) Nees ex Hook. & Arn.
- Arundinella nodosa B.S.Sun & Z.H.Hu
- Arundinella parviflora B.S.Sun & Z.H.Hu
- Arundinella pilaxilis B.S.Sun & Z.H.Hu
- Arundinella pubescens Merr. & Hack.
- Arundinella pumila (Hochst.) Steud.
- Arundinella purpurea Hochst. ex Steud.
- Arundinella ravii Shaju & Mohanan
- Arundinella rupestris A.Camus
- Arundinella setosa Trin.
- Arundinella spicata Dalzell
- Arundinella suniana S.M.Phillips & S.L.Chen
- Arundinella thwaitesii Hook.f.
- Arundinella tricholepis B.S.Sun & Z.H.Hu
- Arundinella tuberculata Munro ex Lisboa
- Arundinella vaginata Bor
- Arundinella villosa Arn. ex Steud.
- Arundinella yunnanensis Keng f. ex B.S.Sun & Z.H.Hu

Autre : Arundinella pradeepiana